# A Setét Torony (film)
A Setét Torony (eredeti cím: The Dark Tower) egy 2017-es amerikai sci-fi-fantasy westernfilm, melyet Nikolaj Arcel írt és rendezett. A film Stephen King regénysorozata alapján készült, valamint címét a regényhez hasonlóan Robert Browning verse adja. A főbb szerepekben Idris Elba, Matthew McConaughey, Tom Taylor, Claudia Kim, Katheryn Winnick és Dennis Haysbert látható.
Az Amerikai Egyesült Államokban 2017. augusztus 4-én mutatták be. Magyarországon egy nappal hamarabb, augusztus 3-án került mozikba szinkronizálva az InterCom Zrt. forgalmazásában.

## Cselekmény
Jake Chambers, a 11 éves fiú furcsa látomásoktól szenved, amiben egy titokzatos feketeruhás ember el akar pusztítani egy tornyot, miközben egy fegyveres férfi igyekszik ebben megakadályozni. Nemsokára kiderül, hogy Jake különleges látnoki képességekkel bír, ezért a fekete ember el akarja rabolni és felhasználni a terveihez, de Jake-ne sikerül a látomásaiban látott úgynevezett „középvilágba” jutnia, ahol a fegyverforgató Roland Deschain pártfgásba veszi. Elmondja, hogy a fekete ember, Walter Padick a hozzá hasonló látnoki emberek révén akarja elpusztítani az univerzum közepén lévő sötét tornyot, és megszállni a világokat, ő pedig meg akarja ölni, amire bosszú is fűti, mert sok korábbi fegyverforgató haláláért felel.  

## Szereplők
| Színész         | Szerep              | Magyar hang        |
| --------------- | ------------------- | ------------------ |
| Roland Deschain | Idris Elba          | Galambos Péter     |
| Walter Padick   | Matthew McConaughey | Stohl András       |
| Jake Chambers   | Tom Taylor          | Bogdán Gergő       |
| Laurie Chambers | Katheryn Winnick    | Szilágyi Csenge    |
| Steven Deschain | Dennis Haysbert     | Vass Gábor         |
| Sayre           | Jackie Earle Haley  | Mihályfi Balázs    |
| Tirana          | Abbey Lee           | Bogdányi Titanilla |
| Arra Champignon | Claudia Kim         | Németh Kriszta     |
| Pimli           | Fran Kranz          | Magyar Bálint      |
| Dr. Hotchkiss   | José Zúñiga         | Széles Tamás       |

## A film készítése
Az éveken át tartó előkészületek során Ron Howard és J. J. Abrams neve is felmerült rendezőként, végül 2015-ben Nikolaj Arcel kapta a feladatot. A lehetséges szereplők listája is többször megváltozott, Tom Hardy jelölt volt Walter szerepére. Javier Bardem, Viggo Mortensen, Christian Bale és Daniel Craig Roland Deschain szerepére volt esélyes.[forrás?]

## Bemutató és fogadtatás
Világpremierje a New York-i Modern Művészeti Múzeumban volt 2017. július 31-én. 
A bevétele világszerte több mint 113 millió dollár lett, ami a 60 milliós költségvetéséhez képest több, de anyagilag így is megbukott a levonandó járulékok miatt. Általánosságban negatív visszajelzéseket kapott a kritikusoktól, bár Elba, McConaughey és Taylor színészi játékát dicsérték. A Metacritic oldalán a film értékelése 34% a 100-ból, ami 44 véleményen alapul. A Rotten Tomatoeson a Setét Torony 18%-os minősítést kapott, 140 értékelés alapján. A kritikusok a forrásműhöz való hűtlensége miatt bírálták a filmet: szerintük A Setét Torony alkalmatlannak bizonyult arra, hogy új rajongókat szerezzen King könyveinek. Kritizálták a rövid játékidőt is, mely képtelenné tette egy ilyen történet megfelelő kibontakoztatását. Ezzel együtt úgy vélték, a történet és karakterei érdektelenek, sablonosak, unalmasak lettek.

## Lehetséges sorozat
Az Amazon opciózta le a könyvek TV-sorozatos adaptációját, mely a filmtől függetlenül készült volna. Még a főszereplőket is új színészek játszották volna el. Sam Strike (Roland) és Jasper Pääkkönen (Walter) kapták meg a főbb szerepeket, ám végül a cég 2020-ban megerősítette, hogy törölte a projektet.